# ProPhoto
Цветовое пространство ProPhoto RGB, также известное как ROMM RGB (Reference Output Medium Metric — метрика образцового выходного материала), является цветовым пространством RGB, ориентированным на выходной материал, стандарт разработан компанией Kodak. Он предлагает особо широкий охват, предназначенный для использования с фотографическими материалами. Цветовое пространство ProPhoto RGB охватывает более 90 % возможных поверхностных цветов в цветовом пространстве L*a*b Международной комиссии по освещению (CIE), и почти 100 % имеющихся в реальном мире цветов поверхности, что делает ProPhoto даже более широким охватом, чем цветовое пространство RGB с широким охватом. Основные цвета ProPhoto RGB были выбраны для того, чтобы свести к минимуму вращения оттенков, связанные с нелинейными операциями для трансформации оттенков. Один из недостатков этого цветового пространства является то, что около 13 % представленных цветов — это несуществующие мнимые, и невидимые цвета. Это означает, что потенциальная точность цветопередачи теряется для представления этих ненужных цветов.
При работе в цветовом пространстве с такой широкой палитрой рекомендуется работать с 16-битной глубиной цвета, чтобы избежать эффектов постеризации. Это будет происходить чаще в 8-битном режиме, где шаг градиента гораздо больше.
Есть две соответствующих кодировки цветового пространства сцены, известные как RIMM RGB, предназначенная для кодирования изображения сцены в пространстве со стандартным динамическим диапазоном, и ERIMM RGB, предназначенная для кодирования с расширенным динамическим диапазоном изображения сцены в пространстве.
Основные цвета, выраженные координатами в пространстве ProPhoto RGB (ROMM RGB)
| Цвет    | CIE x  | CIE y  |
| ------- | ------ | ------ |
| красный | 0,7347 | 0,2653 |
| зеленый | 0,1596 | 0,8404 |
| синий   | 0,0366 | 0,0001 |
| белый   | 0,3457 | 0,3585 |

Условия наблюдения
- Уровень освещенности в пределах 160—640 cd/m2.
- Условия наблюдения средние.
- Уровень отблеска 0,5-1,0 %.
- Адаптивная белая точка определяется значениями цвета при стандартном освещение CIE D50 (x = 0,3457, y = 0,3585).
- Предполагается, что значения цвета изображения кодируются с помощью колориметрических измерений без отблеска либо с устранением отблеска на основе стандарта CIE 1931 Standard Colorimetric Observer.

Функция кодирования
{\displaystyle X'_{ROMM}={\begin{cases}0;&X_{ROMM}<0.0\\16X_{ROMM}I_{MAX};&0.0\leq X_{ROMM}<E_{t}\\(X_{ROMM})^{1/1.8}I_{MAX};&E_{t}\leq X_{ROMM}<1.0\\I_{MAX};&X_{ROMM}\geq 1.0\end{cases}}}
где
{\displaystyle X=R,G,orB}
и
{\displaystyle I_{MAX}} — это максимальное целое число, используемое в функции кодирования (255 для 8-битного кодирования)
и
{\displaystyle E_{t}=16^{1.8/(1-1.8)}=0.001953}